# Омар Елабделлауї
Омар Елабделлауї (норв. Omar Elabdellaoui, нар. 5 грудня 1991, Осло) — норвезький футболіст марокканського походження, захисник клубу «Буде-Глімт» та національної збірної Норвегії.

## Клубна кар'єра
Народився 5 грудня 1991 року в місті Осло. Почав кар'єру у футбольній школі норвезького клубу «Скейд». У віці 16 років він був помічений скаутами «Манчестер Сіті» та запрошений в академію клубу. У сезоні 2010/2011 Омар був включений в заявку основної команди. За «Сіті» він так і не дебютував, хоча шанс у нього був. 16 грудня 2010 в матчі Ліги Європи проти «Ювентуса» він був включений в заявку, але на поле так і не вийшов.

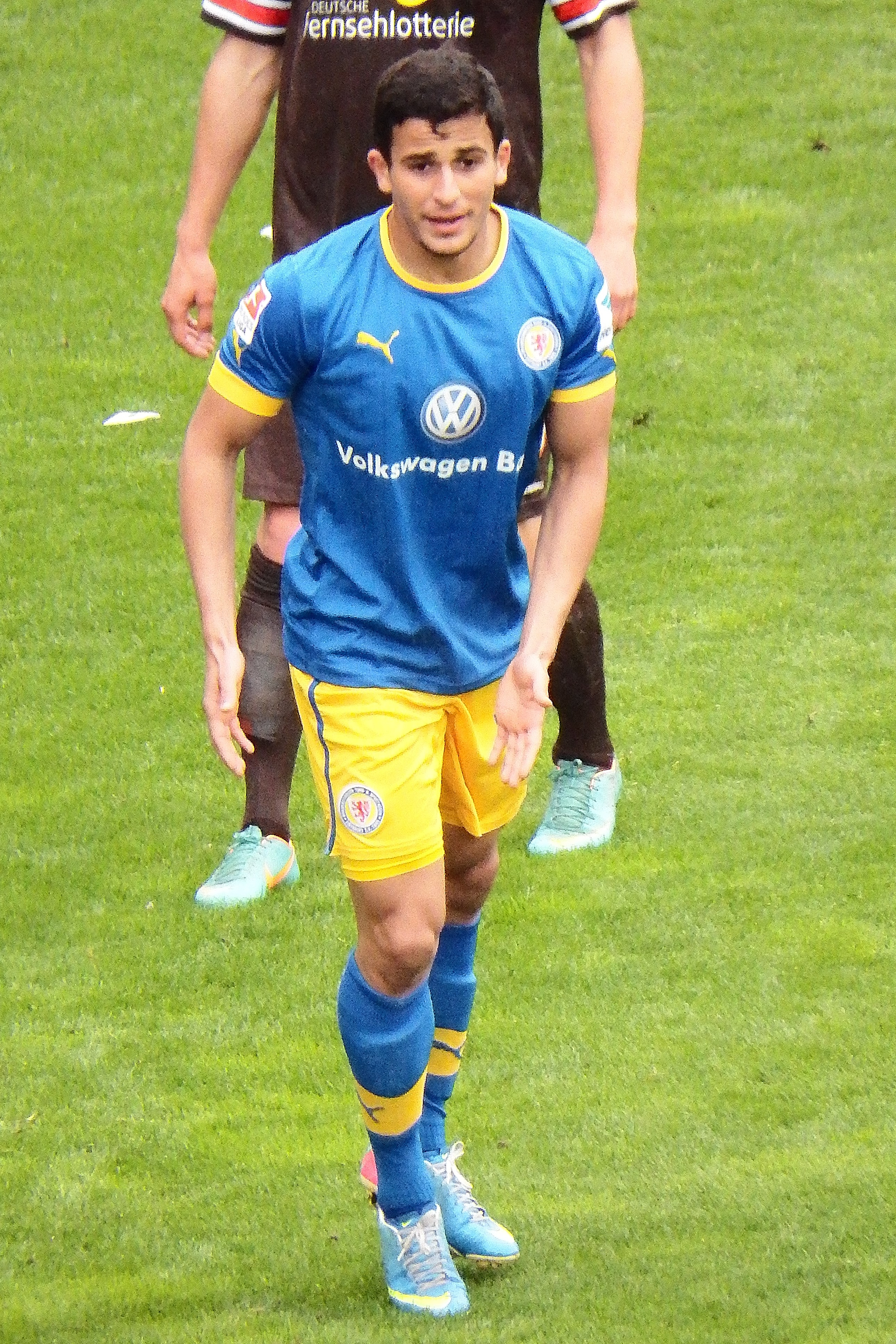
Елабделлауї у складі «Айнтрахта» (Брауншвейг)

На початку 2011 року Елабделлауї був відданий в оренду в «Стремсгодсет». 3 квітня в матчі проти «Старту» він дебютував в Тіппеліга. Після повернення з оренди влітку того ж року Омар довго не міг пробитися в основну команду «Сіті», тому влітку 2012 знову відправився в оренду. Його новою командою став нідерландський «Феєнорд». 2 вересня в матчі проти «Вітесс» він дебютував в Ередівізія. За новий клуб Елабделлауі зіграв всього 5 матчів за пів року та зневірившись виграти конкуренцію знову повернувся в Манчестер.
У січні 2013 року Омар втретє був відданий в оренду. Новим клубом Елабделлауі став німецький «Айнтрахт» з Брауншвейга. 2 лютого в матчі проти «Падерборна 07» він дебютував у другій Бундеслізі. Омар швидко завоював місце в основі і допоміг клубу зайняти друге місце і вийти до Бундесліги. Після закінчення оренди «Айнтрахт» викупив його трансфер.
18 червня 2014 року, після того як «Айнтрахт» зайняв 18 місце і покинув Бундеслігу, Елабделлауї перейшов в грецький «Олімпіакос». У 2015 році допоміг «Олімпіакосу» виграти чемпіонат і Кубок Греції, а наступного року лише чемпіонат. На початку 2017 року Омар на правах оренди перейшов в «Галл Сіті». 22 січня в матчі проти «Челсі» він дебютував у англійській Прем'єр лізі. Після закінчення оренди Елабделлауі повернувся в «Олімпіакос».

## Виступи за збірні
2006 року дебютував у складі юнацької збірної Норвегії, взяв участь у 37 іграх на юнацькому рівні, відзначившись 3 забитими голами.
Протягом 2010—2013 років залучався до складу молодіжної збірної Норвегії. У червні 2013 року Омар був включений в заявку молодіжної команди на участь у молодіжному чемпіонаті Європи в Ізраїлі. На турнірі він зіграв три матчі проти збірних Ізраїлю, Іспанії та Англії. Всього на молодіжному рівні зіграв у 14 офіційних матчах, забив 2 голи.
14 серпня 2013 року дебютував в офіційних матчах у складі національної збірної Норвегії в товариській грі проти збірної Швеції (2:4). Наразі провів у формі головної команди країни 49 матчів.
| Дата       | Місто     | Господарі         | Результат | Гості       | Турнір            | Голи | Примітки |
| ---------- | --------- | ----------------- | --------- | ----------- | ----------------- | ---- | -------- |
| 14-8-2013  | Стокгольм | Швеція            | 4 – 2     | Норвегія    | товариський матч  | -    | 73'      |
| 10-9-2013  | Осло      | Норвегія          | 0 – 2     | Швейцарія   | Відбір до ЧС 2014 | -    | 69'      |
| 11-10-2013 | Марибор   | Словенія          | 3 – 0     | Норвегія    | Відбір до ЧС 2014 | -    |          |
| 15-10-2013 | Осло      | Норвегія          | 1 – 1     | Ісландія    | Відбір до ЧС 2014 | -    |          |
| 15-11-2013 | Гернінг   | Данія             | 2 – 1     | Норвегія    | товариський матч  | -    | 87'      |
| 19-11-2013 | Молде     | Норвегія          | 0 – 1     | Шотландія   | товариський матч  | -    | 60'      |
| 5-3-2014   | Прага     | Чехія             | 2 – 2     | Норвегія    | товариський матч  | -    |          |
| 3-9-2014   | Лондон    | Англія            | 1 – 0     | Норвегія    | товариський матч  | -    |          |
| 9-9-2014   | Осло      | Норвегія          | 0 – 2     | Італія      | Відбір до ЧЄ 2016 | -    |          |
| 10-10-2014 | Та-Калі   | Мальта            | 0 – 3     | Норвегія    | Відбір до ЧЄ 2016 | -    |          |
| 13-10-2014 | Осло      | Норвегія          | 2 – 1     | Болгарія    | Відбір до ЧЄ 2016 | -    |          |
| 12-11-2014 | Осло      | Норвегія          | 0 – 1     | Естонія     | товариський матч  | -    | 46'      |
| 16-11-2014 | Баку      | Азербайджан       | 0 – 1     | Норвегія    | Відбір до ЧЄ 2016 | -    |          |
| 8-6-2015   | Осло      | Норвегія          | 0 – 0     | Швеція      | товариський матч  | -    | 46'      |
| 12-6-2015  | Осло      | Норвегія          | 0 – 0     | Азербайджан | Відбір до ЧЄ 2016 | -    |          |
| 3-9-2015   | Софія     | Болгарія          | 0 – 1     | Норвегія    | Відбір до ЧЄ 2016 | -    |          |
| 6-9-2015   | Осло      | Норвегія          | 2 – 0     | Хорватія    | Відбір до ЧЄ 2016 | -    |          |
| 10-10-2015 | Осло      | Норвегія          | 2 – 0     | Мальта      | Відбір до ЧЄ 2016 | -    |          |
| 13-10-2015 | Рим       | Італія            | 2 – 1     | Норвегія    | Відбір до ЧЄ 2016 | -    |          |
| 12-11-2015 | Осло      | Норвегія          | 0 – 1     | Угорщина    | Відбір до ЧЄ 2016 | -    | 65'      |
| 15-11-2015 | Будапешт  | Угорщина          | 2 – 1     | Норвегія    | Відбір до ЧЄ 2016 | -    |          |
| 29-3-2016  | Осло      | Норвегія          | 2 – 0     | Фінляндія   | товариський матч  | -    |          |
| 11-11-2016 | Прага     | Чехія             | 2 – 1     | Норвегія    | Відбір до ЧС 2018 | -    |          |
| 26-3-2017  | Белфаст   | Північна Ірландія | 2 – 0     | Норвегія    | Відбір до ЧС 2018 | -    |          |
| 1-9-2017   | Осло      | Норвегія          | 2 – 0     | Азербайджан | Відбір до ЧС 2018 | -    | 89'      |
| 4-9-2017   | Штутгарт  | Німеччина         | 6 – 0     | Норвегія    | Відбір до ЧС 2018 | -    |          |
| Усього     |           | Матчів            | 26        |             | Голів             | 0    |          |

## Титули і досягнення

### Командні
- Чемпіон Греції (3):

«Олімпіакос»: 2014–15, 2015–16, 2019–20
- Володар Кубка Греції (1):

«Олімпіакос»: 2014–15
- Чемпіон Норвегії (1):

«Буде-Глімт»: 2023